# Bruichladdich
Bruichladdich je destilarna na otoku Islay ob zahodni obali Škotske. V njej delajo 3 različne linije škotskega enosladnega viskija (brezšotni Bruichladdich, šotni Port Charlotte in izjemno šotni Octomore) ter The Botanist gin. 

## Zgodovina
Destilarno sta leta 1881 ustanovila brata Robert William in John Gourlay Harvey. Za lokacijo sta izbrala idiličen kraj ob obali jezera Indaal (Loch Indaal) na zahodnem delu otoka. Ob odprtju je bila to najbolj sodobna destilarna, ki je bila zgrajena namensko (za razliko od drugih, ki so bile pogosto le preurejene kmetije), vsa oprema pa je v uporabi vse do danes. V destilarni so proizvajali tudi elektriko za lastne potrebe. Med letoma 1929 in 1937 destilarna ni obratovala, nato pa je pod novim lastnikom delovala do leta 1994, ko so jo ponovno zaprli.
Leta 2000 je objekte odkupil Murray McDavid in prenovil proizvodne obrate ter dal po starih načrtih obnoviti vso destilarsko opremo. Danes destilarna obratuje enako kot je obratovala ob ustanovitvi, v njej pa je urejen tudi muzej, v katerem obiskovalce seznanijo z umetnostjo destilacije in zorenja viskija.
Leta 2012 je destilarno kupilo podjetje Remy Cointreau, kar je destilarni zagotovilo dodatna sredstva za razvoj. Tako so leta 2019 napovedali gradnjo lastne sladarne. Eden soustanoviteljev prejšnjega lastnika Mark Reynier je po prevzemu odkupil del skladiščene opreme in jo uporabil v svoji novi destilarni Waterford na Irskem.